# Nils Posse (1660–1723)
Nils Posse, född 12 februari 1660 i Genève i Schweiz, död 12 april 1723 i Stockholm, var en svensk friherre, militär och ämbetsman.

## Biografi
Posse blev fänrik vid Närke-Värmlands regemente 1683, kapten 1688, överstelöjtnant vid Livregementet till fot 1697 samt överste för Närke-Värmlands tremänningsregemente 1701. Han deltog i Karl XII:s krig, och 1701 är han kommendant i Bauschenberg i Kurland, men redan 1705 är han åter i Sverige, då han tjänstgjorde såsom kommendant i Göteborg från 1705 till 1709. År 1711 blev Posse landshövding på Gotland, men fick 1716 avsked för sin "opasslighets skull" (troligen sjukdom). Han var landshövding i Göteborgs och Bohus län 1719-1723.
Nils Posse hade både talets och skrivandets gåva. När han som chef för Värmlands regemente deltog i Karl XII:s polska fälttåg, skrev han en utförlig dagbok om regementets öden under åren 1701–1702. Dagboken blev en viktig källa då man 1917 gav ut Värmlands regementes historia. Vid 1719 års riksdag deltog Posse som medlem av det så kallade sekreta utskottet. 
En målning av landshövdingen finns på Gripsholms slott, signerad "G. E. Schröder Pinx. A:o 1708."

## Familj
Nils Posse var son till Magdalena Michaeli och Mauritz Nilsson Posse i ätten Posse af Säby. Han var gift med friherrinnan Henriette Beata Horn af Marienborg, med vilken han hade fyra söner och en dotter: Carl Henrik Posse, Nils Christian Posse, Lennart Johan Posse, Eleonora Magdalena Mariana Posse och Mauritz Posse. Nils Posse ligger begraven under koret i Berga kyrka, Västergötland.